# Eva Bull Holte
Eva Bull Holte, född 15 januari 1922 i Kristiania, död 15 februari 1993 i Oslo, var en norsk målare, grafiker och tecknare.
Bull Holte studerade vid Statens håndverks- og kunstindustriskole i Oslo 1940–1944, vid Statens Kunstakademi under Jean Heiberg 1947–1950 och vid École nationale supérieure des Beaux-Arts i Paris 1951–1953.
Hon målade huvudsakligen landskapsmotiv från Norge, Danmark, Storbritannien och Spanien. Hennes verk karaktäriseras av en stram, fast komposition och ett formspråk med fokus på avgränsade ytor. Som grafiker utvecklade hon en egen teknik som kom att kallas träetsning. Hon är representerad med flera verk vid Nasjonalmuseet i Oslo.